# NCIS: Los Angeles (12.ª temporada)
A décima segunda temporada de NCIS: Los Angeles estreou nos EUA em 8 de novembro de 2020.

## Elenco

### Elenco Principal
| Ator/atriz           | Personagem              | Cargo                            | Principal |
| -------------------- | ----------------------- | -------------------------------- | --------- |
| Chris O'Donnell      | Grisha "G." Callen      | Agente especial do NCIS          |           |
| LL Cool J            | Sam Hanna               | Agente Especial do NCIS          |           |
| Daniela Ruah         | Kensi Blye-Deeks        | Agente Especial do NCIS          |           |
| Eric Christian Olsen | Marty Deeks             | Detetive de Ligação LAPD - NCIS  |           |
| Linda Hunt           | Henrietta "Hetty" Lange | Gerente de Operações do NCIS     |           |
| Barrett Foa          | Eric Beale              | Ex-Operador técnico do NCIS      |           |
| Renée Felice Smith   | Nell Jones              | Analista de Inteligência do NCIS |           |
| Medalion Rahimi      | Fatima Namazi           | Agente especial do NCIS          |           |
| Caleb Castille       | Devin Roundtree         | Agente especial do NCIS          |           |

### Elenco Recorrente
- Bar Paly como Anastasia "Anna" Kolcheck
- Vyto Ruginis como Arkady Kolcheck
- Elisabeth Bogush como Agente da CIA Joelle Taylor
- Kayla Smith como Kamram Hanna
- Marsha Thomason como Agente Especial do NCIS Nicole Dechamps
- Erik Palladino como Agente da CIA Vostanik Sabatino
- Moon Bloodgood como Katherine Casillas
- Mariela Garriga como Pietra Rey
- Ravil Isyanov como Anatoli Kirkin
- Gerald McRaney como Almirante aposentado Hollace Kilbride

## Episódios
| N.º na série | N.º na temp. | Título                       | Dirigido por     | Escrito por                                 | Exibição original       | Audiência (milhões) |
| --- | ------------ | ---------------------------- | ---------------- | ------------------------------------------- | ----------------------- | ------------------- |
| 263 | 1            | "The Bear"                   | Dennis Smith     | R. Scott Gemmill                            | 8 de novembro de 2020   | 6.35                |
| Quando um bombardeiro russo desaparece ao sobrevoar o solo americano, Callen e Sam precisam localizá-lo e desativar seu armamento nuclear antes que os russos a bordo destruam o aparelho. Hetty dá a Nell uma atribuição crítica. |              |                              |                  |                                             |                         |                     |
| 264 | 2            | "War Crimes"                 | Yangzom Brauen   | Jordana Lewis Jaffe                         | 15 de novembro de 2020  | 6.10                |
| Quando começa o julgamento do Sub-oficial Chefe preso por Callen e Sam no ano anterior por crimes de guerra, a equipe NCIS é chamada para ajudar a encontrar a testemunha chave desaparecida. |              |                              |                  |                                             |                         |                     |
| 265 | 3            | "Angry Karen"                | Dennis Smith     | R. Scott Gemmill                            | 22 de novembro de 2020  | 6.11                |
| Quando Nell envia Sam para encontrar um informante que planeja revelar um segredo militar, a vida do Agente Hanna corre perigo quando o homem tenta atropelá-lo e matá-lo. Além disso, Kensi e Deeks discutem se devem ou não comprar sua primeira casa própria. |              |                              |                  |                                             |                         |                     |
| 266 | 4            | "Cash Flow"                  | Yangzom Brauen   | Kyle Harimoto                               | 6 de dezembro de 2020   | 4.56                |
| O corpo de um reservista da Marinha assassinado é encontrado por ladrões no meio de um assalto, e NCIS deve trabalhar com os assaltantes para encontrar o assassino; Kensi e Deeks lutam para decidir se estão prontos para dar o salto para comprar uma casa. |              |                              |                  |                                             |                         |                     |
| 267 | 5            | "Raise The Dead"             | Terrence O'Hara  | Frank Military                              | 6 de dezembro de 2020   | 3.86                |
| Para obter informações sobre uma questão de segurança nacional, Kensi deve ficar cara a cara com um sociopata que está obcecado por ela desde que ela o colocou na prisão anos antes. Deeks está desesperado para manter Kensi segura, mas é forçado a deixar o NCIS quando sua função de oficial de ligação LAPD/NCIS é encerrada definitivamente.                                           |              |                              |                  |                                             |                         |                     |
| 268 | 6            | "If The Fates Allow"         | Dan Liu          | Andrew Barthels                             | 13 de dezembro de 2020  | 6.04                |
| Antes do Natal, Hetty atribui a Callen o caso de seu ex-irmão adotivo e sua esposa, que, ao voltarem aos EUA, são acusados de contrabandear drogas pela fronteira; Deeks está lidando com a perda de seu emprego no NCIS. |              |                              |                  |                                             |                         |                     |
| 269 | 7            | "Overdue"                    | Terrence O'Hara  | Chad Mazero                                 | 3 de janeiro de 2021    | 5.73                |
| A investigação pelo NCIS do assassinato de um homem que vendia informações militares leva ao sequestro de um médico cuja neurotecnologia de ponta poderia ser desenvolvida em armamentos avançados. |              |                              |                  |                                             |                         |                     |
| 270 | 8            | "Love Kills"                 | Dan Liu          | R. Scott Gemmill                            | 10 de janeiro de 2021   | 5.89                |
| Quando NCIS investiga o assassinato de um homem prestes a revelar a origem de uma grande operação de falsificação, uma velha conhecida se torna a principal suspeita e revela o verdadeiro motivo de seu retorno. |              |                              |                  |                                             |                         |                     |
| 271 | 9            | "A Fait Accompli"            | Eric Pot         | Matt Klafter & Kyle Harimoto                | 17 de janeiro de 2021   | 5.57                |
| Enquanto o NCIS deve rastrear um líder do crime organizado que está tentando comprar tecnologia de defesa roubada, Callen vai até Anna para fazer-lhe a "pergunta final"; Deeks é expulso do treinamento NCIS, e Hetty tem uma surpresa de mudança de vida para ele. |              |                              |                  |                                             |                         |                     |
| 272 | 10           | "The Frogman's Daughter"     | Tawnia McKiernan | Indira Gibson Wilson & Jordana Lewis Jaffee | 14 de fevereiro de 2021 | 6.15                |
| Quando a filha de Sam Hanna é sequestrada, Sam descobre que Kam mantinha segredos dele. |              |                              |                  |                                             |                         |                     |
| 273 | 11           | "Russia, Russia, Russia"     | Daniela Ruah     | R. Scott Gemmill                            | 21 de fevereiro de 2021 | 5.92                |
| Quando Callen vai ao Centro Nacional de Contraterrorismo para interrogar uma ativo russo do caso da queda do avião meses antes (do episódio "The Bear"), a situação sofre uma reviravolta quando Callen é detido sob a acusação de ser um agente russo. |              |                              |                  |                                             |                         |                     |
| 274 | 12           | "Can't Take My Eyes Off You" | Tawnia McKiernan | Lee A. Carlisle                             | 28 de fevereiro de 2021 | 5.83                |
| Após Callen receber uma mensagem enigmática de Hetty, ele rastreia a pessoa que o segue, levando-o a um local remoto repleto de russos... e cara a cara com Anna. |              |                              |                  |                                             |                         |                     |
| 275 | 13           | "Red Rover, Red Rover"       | Terrence O'Hara  | Andrew Bartels                              | 28 de março de 2021     | 5.57                |
| Para resgatar Joelle de mais torturas pelos russos, Callen e NCIS devem oferecer Anna como isca para Katya. Callen finalmente descobre quem o acusou de ser um espião russo. |              |                              |                  |                                             |                         |                     |
| 276 | 14           | "The Noble Maidens"          | James Hanlon     | Chad Mazero & R. Scott Gemmill              | 4 de abril de 2021      | 5.55                |
| Após Anna ser sequestrada, Callen e a equipe precisam correr para salvá-la antes que ela seja mandada de volta para a Rússia. Nell recebe uma oportunidade do Almirante Kilbride. Kirkin é morto por um tiro. |              |                              |                  |                                             |                         |                     |
| 277 | 15           | "Imposter Syndrome"          | Eric Pot         | Samantha Chasse                             | 2 de maio de 2021       | 5.61                |
| NCIS obtém um disco rígido contendo um vídeo falso realístico de um terrorista falecido e deve recuperar a tecnologia perigosa por trás dele. No entanto, quando os comunicadores da equipe são sequestrados durante a missão, eles descobrem que um dos seus foi vítima de seu potencial. |              |                              |                  |                                             |                         |                     |
| 278 | 16           | "Signs Of Change"            | Dennis Smith     | Indira Gibson Wilson & Jordana Lewis Jaffee | 9 de maio de 2021       | 5.60                |
| Quando tecnologia militar de alto nível é roubada, uma engenheira surda que sempre quis servir a seu país e único membro de sua equipe a sobreviver ao roubo ajuda Kensi e o NCIS a rastrear a tecnologia antes que ela seja retirada do país. |              |                              |                  |                                             |                         |                     |
| 279 | 17           | "Through The Looking Glass"  | Frank Military   | Frank Military                              | 16 de maio de 2021      | 5.85                |
| Depois que um Oficial da Inteligência Naval é torturado e morto, o NCIS deve trabalhar com Joelle, que os informa que outros operativos da CIA foram mortos da mesma maneira. Kensi recebe um postal ameaçador de David Kessler, o sociopata que é obcecado por ela. |              |                              |                  |                                             |                         |                     |
| 280 | 18           | "A Tale of Two Igors"        | John P. Kousakis | Kyle Harimoto & R. Scott Gemmill            | 23 de maio de 2021      | 6.18                |
| Deeks é sequestrado por um associado de Kirkin que pede sua ajuda, enquanto o NCIS investiga a morte de um golfinho militarizado equipado com um chip russo. Enquanto Sam preocupa-se com o teste de piloto de Aiden, Fatima sente-se angustiada por um fato do passado, Hetty retorna e Eric faz uma proposta interessante a Nell. Observação: últimas aparições de Eric Beale e Nell Jones. |              |                              |                  |                                             |                         |                     |